# Turn Up the Music!
Turn Up the Music! è un album raccolta di Sammy Hagar, pubblicata nel 1993.

## Tracce
1. Trans Am (Highway Wonderland) – 3:31 – (Sammy Hagar)
2. Plain Jane – 3:48 – (Sammy Hagar)
3. The Iceman – 4:12 – (Sammy Hagar)
4. Run For Your Life – 4:22 – (Steve Gould/Pidgeon)
5. I've Done Everything for You – 3:25 – (Sammy Hagar)
6. Rock 'N' Roll Weekend – 3:43 – (Sammy Hagar)
7. Turn Up the Music – 5:46 – (John Carter/Sammy Hagar)
8. Urban Guerilla – 2:52 – (John Carter/Sammy Hagar)
9. Love or Money – 3:57 – (Sammy Hagar)
10. Reckless – 3:34 – (Sammy Hagar)